# Dichapetalum choristilum
Dichapetalum choristilum är en tvåhjärtbladig växtart som beskrevs av Adolf Engler. Dichapetalum choristilum ingår i släktet Dichapetalum och familjen Dichapetalaceae. Utöver nominatformen finns också underarten D. c. louisii.